# Boissy-Maugis
Boissy-Maugis és un municipi francès situat al departament de l'Orne i a la regió de Normandia. L'any 2007 tenia 401 habitants.

## Demografia

### Població
El 2007 la població de fet de Boissy-Maugis era de 401 persones. Hi havia 178 famílies de les quals 57 eren unipersonals (22 homes vivint sols i 35 dones vivint soles), 56 parelles sense fills, 48 parelles amb fills i 17 famílies monoparentals amb fills.
La població ha evolucionat segons el següent gràfic:
Habitants censats

### Habitatges
El 2007 hi havia 287 habitatges, 177 eren l'habitatge principal de la família, 93 eren segones residències i 17 estaven desocupats. 283 eren cases i 3 eren apartaments. Dels 177 habitatges principals, 140 estaven ocupats pels seus propietaris, 32 estaven llogats i ocupats pels llogaters i 4 estaven cedits a títol gratuït; 2 tenien una cambra, 12 en tenien dues, 39 en tenien tres, 55 en tenien quatre i 69 en tenien cinc o més. 143 habitatges disposaven pel capbaix d'una plaça de pàrquing. A 83 habitatges hi havia un automòbil i a 81 n'hi havia dos o més.

### Piràmide de població
La piràmide de població per edats i sexe el 2009 era:
| Homes | Edats   | Dones |
| ----- | ------- | ----- |
| 0     | 95 o +  | 0     |
| 0     | 90 a 94 | 0     |
| 0     | 85 a 89 | 4     |
| 0     | 80 a 84 | 0     |
| 8     | 75 a 79 | 12    |
| 12    | 70 a 74 | 4     |
| 12    | 65 a 69 | 4     |
| 20    | 60 a 64 | 16    |
| 12    | 55 a 59 | 4     |
| 8     | 50 a 54 | 12    |
| 12    | 45 a 49 | 4     |
| 24    | 40 a 44 | 24    |
| 32    | 35 a 39 | 16    |
| 12    | 30 a 34 | 20    |
| 4     | 25 a 29 | 4     |
| 0     | 20 a 24 | 0     |
| 16    | 15 a 19 | 20    |
| 12    | 10 a 14 | 36    |
| 12    | 5 a 9   | 8     |
| 12    | 0 a 4   | 4     |

## Economia
El 2007 la població en edat de treballar era de 240 persones, 185 eren actives i 55 eren inactives. De les 185 persones actives 171 estaven ocupades (91 homes i 80 dones) i 14 estaven aturades (4 homes i 10 dones). De les 55 persones inactives 29 estaven jubilades, 10 estaven estudiant i 16 estaven classificades com a «altres inactius».

### Ingressos
El 2009 a Boissy-Maugis hi havia 165 unitats fiscals que integraven 385 persones, la mediana anual d'ingressos fiscals per persona era de 19.155 €.

### Activitats econòmiques
Dels 25 establiments que hi havia el 2007, 1 era d'una empresa alimentària, 1 d'una empresa de fabricació d'altres productes industrials, 7 d'empreses de construcció, 6 d'empreses de comerç i reparació d'automòbils, 3 d'empreses d'hostatgeria i restauració, 2 d'empreses immobiliàries, 2 d'empreses de serveis, 1 d'una entitat de l'administració pública i 2 d'empreses classificades com a «altres activitats de serveis».
Dels 8 establiments de servei als particulars que hi havia el 2009, 1 era un taller de reparació d'automòbils i de material agrícola, 1 guixaire pintor, 1 fusteria, 2 electricistes, 1 empresa de construcció i 2 restaurants.
L'únic establiment comercial que hi havia el 2009 era una fleca.
L'any 2000 a Boissy-Maugis hi havia 18 explotacions agrícoles que ocupaven un total de 665 hectàrees.

## Poblacions més properes
El següent diagrama mostra les poblacions més properes.